# 緑警察署 (神奈川県)
緑警察署（みどりけいさつしょ）は、横浜市緑区にある神奈川県警察が管轄する警察署の一つである。識別章所属表示はNH。
横浜市警察部隷下、第二方面に属する中規模警察署。およそ18万人が暮らす、横浜市緑区全域の治安を担う。

## 所在地
- 横浜市緑区中山四丁目36番13号
  - 最寄駅：JR横浜線、横浜市営地下鉄グリーンライン 中山駅

## 管轄区域
- 横浜市緑区
  - 管轄面積：25.42km2

## 沿革
- 1877年2月 - 堺町警察署池辺分署が発足、都筑郡を管轄する。
- 1878年2月 - 横浜堺警察署池辺分署に改称。
- 1881年8月 - 川和分署に改称。
- 1886年12月 - 都筑郡警察署に昇格。
- 1893年 - 都田警察署に改称。
- 1933年 - 川和警察署に改称。
- 1939年10月1日 - 横浜市保土ケ谷区に編入された旧都岡村・二俣川村・西谷村の地域を保土ケ谷警察署に、川崎市に編入された旧柿生村・岡上村の地域を高津警察署にそれぞれ移管。
- 1948年3月7日 - 警察法の施行に伴い、自治体警察として横浜市警察が発足。横浜市川和警察署となる。
- 1955年7月1日 - 神奈川県警察が横浜市警察を統合したことにより、神奈川県川和警察署となる。
- 1967年4月1日 - 港北警察署の開設に伴い、港北区新田地区を移管。
- 1969年10月1日 - この日発足した緑区のみを管轄する事になり、港北区に残留した中川地区を港北警察署へ、保土ケ谷区に移管された上菅田地区を保土ヶ谷警察署へそれぞれ移管する。
- 1973年5月1日 - 川和町から台村町135番地14に移転して神奈川県緑警察署に改称。
- 1988年4月1日 - 管轄区域を分割して、緑北警察署（現：青葉警察署）が発足。
- 2021年11月8日 - 横浜市緑区中山四丁目36番13号の新庁舎に移転。

## 組織
- 署長（警視）
- 副署長（警視）
- 刑事兼生活安全担当次長（警視）
- 警務課 - 警務係、住民相談係
- 留置管理課（平成28年度新設） - 管理係
- 会計課 - 会計係
- 生活安全課 - 防犯少年係、経済保安係
- 地域課（警ら用無線自動車3台、小型警ら車2台） - 地域企画係、地域第一係、地域第二係、地域第三係
- 刑事課 - 刑事総務係、強行犯係、知能犯係、盗犯係、鑑識係、組織犯罪対策係
- 交通課 - 交通総務係、交通捜査係、交通指導係
- 警備課 - 警備係

（8課体制）
※「神奈川県警察の組織に関する規則（昭和44年神奈川県公安委員会規則第2号）」を参考にした。

## 交番
- 霧ヶ丘交番　緑区霧が丘三丁目26番地2
- 鴨居駅前交番　緑区鴨居一丁目8番15号
- 十日市場駅前交番　緑区十日市場町800番地1
- 長津田駅前交番　緑区長津田五丁目5番16号
- 中山駅前交番　緑区寺山町80番地
- 北八朔町交番　緑区北八朔町1502番地（平成18年4月、駐在所から交番に変更）

## 自動車ナンバー自動読取装置（Nシステム）
- 緑区長津田町（国道246号）
- 緑区霧が丘2丁目（環状4号）
- 緑区西八朔町（県道140号）
- 緑区三保町（一般市道）